# Haveri (olycka)
Ett haveri är ett allvarligt fel som leder till ett systems sammanbrott. Ordet används bland annat för olyckshändelser inom sjö- och luftfart.

## Luftfart
Inom luftfarten definieras ett haveri på följande sätt:
Olyckshändelse, som inträffar med ett luftfartyg mellan den tidpunkt då en person går ombord i avsikt att flyga och den tidpunkt då samtliga ombordvarande personer efter landning lämnat luftfartyget, och som medför
a) att ombordvarande eller person på eller utanför luftfartyget genom händelsen avlider eller får allvarlig kroppsskada
("Med allvarlig kroppsskada förstås här sådan skada, som fordrar intagning på sjukhus (motsvarande) och vård under mer än 48 timmar.")
eller
b) att betydande skada uppstår på luftfartyget eller egendom som inte befordrats därmed.

## Sjöfart
Haveri inom sjöfart syftar på skador som uppkommit på en båts eller fartygs motor, maskin eller annan teknisk utrustning. Skador som påverkar farkostens manövrering eller flytförmåga samt stabilitet kan leda till ett totalhaveri och farkosten går förlorad.

## Myndighet i Sverige
Statens haverikommission svarar för utredning av alla haverier som inträffat i Sverige med svenska eller utländska luft- eller sjöfarkoster. Normalt utreds haverier med svenskregistrerade luftfartyg som inträffat utomlands av den motsvarande utländska myndigheten enligt särskild överenskommelse.